# Григорије Јездимировић
Григорије Јездимировић (Борово село, 1745. — Даљ, после 1824.) био је српски сликар који је сликао под утицајем барокног сликарства.

## Биографија
У Домовном протоколу Борова помиње се Григорије 1775. заједно са женом Аницом као члан домаћинства свог оца Јована. После очеве смрти 1784. Григорије се са породицом преселио у Даљ.
Григорије је учио код Василија Романовича, којем је помагао приликом рада на иконостасу Цркве Вазнесења Господњег у Трпињи. Неко време Јездимировић је провео ју радионици Теодора Крачуна, па је након његове смрти 1780. учествовао у завршним радовима на иконостасу Саборне цркве у Сремским Карловцима, главног храма Карловачке митрополије. Први Јездимировићев већи самостални сликарски рад био је сликање икона за иконостас цркве у Добринцима (1776).
Након Крачунове смрти Јездимировић је сликарство учио у Осијеку код Јована Исајловића старијег. Од Исајловића је преузео посао сликања иконостаса цркве у Борову, за коју је 1787. позлатио и свећњаке. Боровски иконостас носи стилске одлике руског барока који је Јездимировић усвојио током рада са Исајловићем и Крачуном. Атрибуиране су му још и иконе сa иконостаса у Батајници, Шашинцима, Лединцима (данас у Чортановцима), Равном Селу, четири престоне иконе Успенске цркве у Иригу те целивајуће иконе из цркве Светог Саве у Марадику.
Са Исајловићем и Јелисејем Панулићем, Јездимировић je око 1795. сликао иконостас у Ердуту. Самостално је насликао и позлатио иконостасе у Чепину (1796), манастиру Светог Ђурђа у данашњој Румунији (1803/4) и цркви Светог Јована Претече у Бачкој Паланци (1811), где је Јездимировић показао склоност као познобарокној и класицистичкој обради монументалних религиозних композиција. У овој цркви осликао је и фреску Саваота у слави, у своду над солејом.
Јездимировић је самостално сликао иконе за хор цркве у Осијеку (1817), а заједно са Павлом Ђурковићем насликао је иконостас цркве у Даљу (1822). У архивској грађи помиње се да је 1822. заједно са Павлом Ђурковићем склопио уговор за сликање иконостаса Саборне цркве Светог Димитрија с даљском црквеном општином. На овом иконостасу, довршеном 1824, Јездимировић је извео златарске и лакирерске радове, како је уговором и било предвиђено. Нису познати његови каснији радови па се претпоставља да је умро убрзо по завршетку овог иконостаса.